# 13e corps d'armée royal wurtembergeois
Le 13e corps d'armée (royal) du Wurtemberg est mis sur pied en 1871 après la conclusion de la convention militaire du royaume de Wurtemberg avec la Confédération d'Allemagne du Nord, à partir de l'armée wurtembergeoise. Sa composition et sa structure sont restées largement inchangées, à quelques exceptions près. Il s'agit d'une grande unité wurtembergeoise de la Deutsches Heer, en garnison dans tout le royaume de Wurtemberg et subordonnée à la 6e inspection de l'armée (de).

## Emplacement du commandement général
De 1871 à 1914 et en 1919, le commandement général du 18e régiment d'infanterie de marine a pour mission d'assurer la sécurité de la population. Son siège est à Stuttgart.
Afin de les distinguer des unités d'autres États allemands, les régiments wurtembergeois reçoivent le 2 octobre 1871 l'ajout correspondant : "... württembergisches ... Regiment". Le 18 décembre 1871, tous les régiments wurtembergeois reçoivent des numéros supplémentaires. Ceux-ci correspondent à la numérotation continue de tous les régiments de l'armée fédérale allemande, indépendamment de leur appartenance à l'un des contingents. Les régiments d'infanterie wurtembergeois reçoivent les numéros 119 à 126, les régiments de cavalerie les numéros 19 et 20 ainsi que 25 et 26, et les régiments d'artillerie les numéros 26 et 27. Ils reçoivent le 14 décembre 1874 les noms dans leur orthographe et leur numérotation définitives : " ... (x. Württembergisches) Nr. x". Les orthographes fréquentes étaient également "... (x. Württemb.) Nr. x" ou "... (x. Württ.) Nr. x".

## Structure

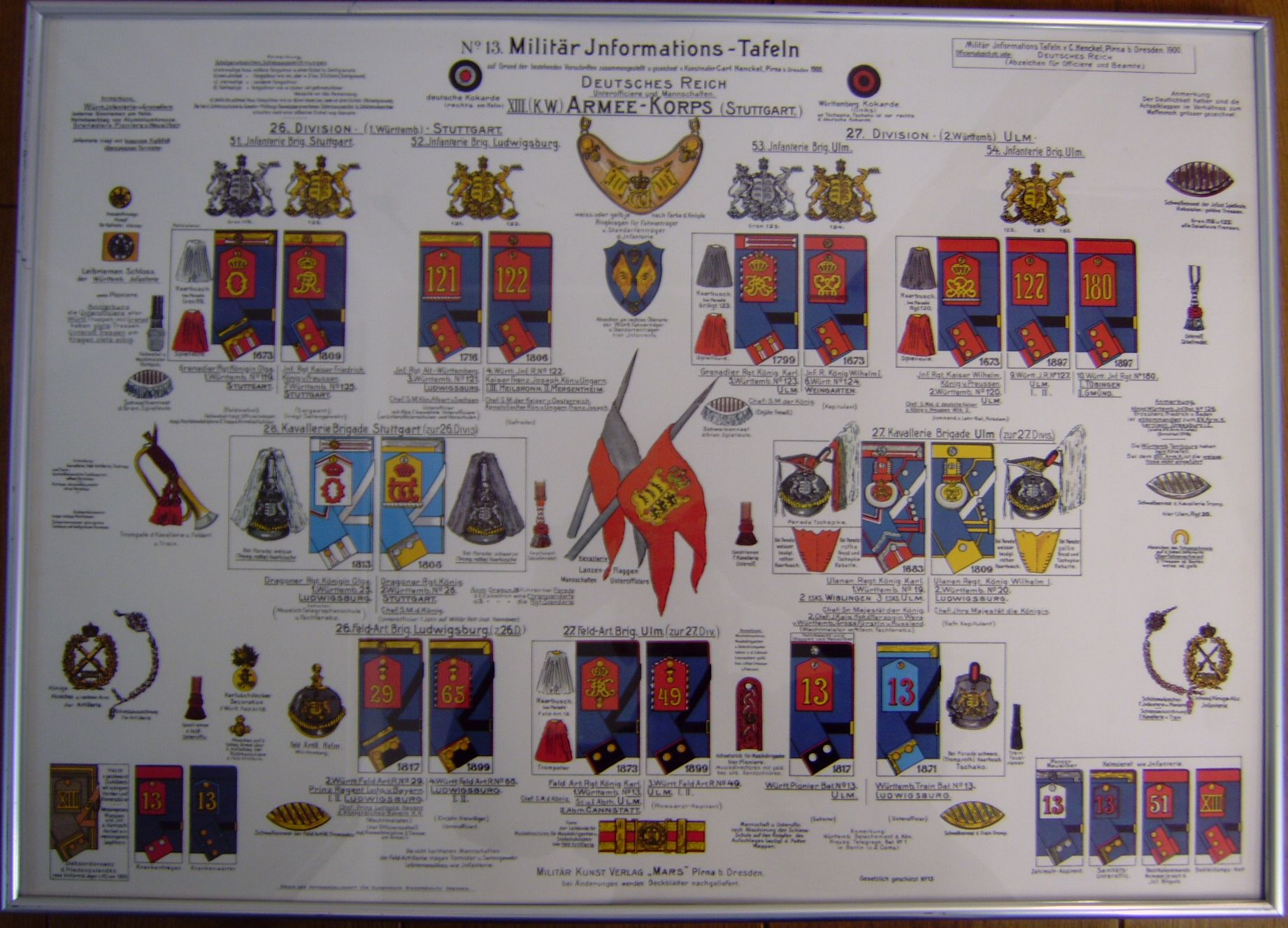
Troupes du 13e corps d'armée

Le corps d'armée est subordonné en temps de paix :
- 26e division d'infanterie à Stuttgart
- 27e division d'infanterie à Ulm

et :
- 13e bataillon du génie wurtembergeois à Ulm
- 13e bataillon du train wurtembergeois à Louisbourg

Un détachement est détaché au 1er bataillon de télégraphie.
En outre, le général commandant du corps d'armée exerce également la surveillance hiérarchique sur le 126e régiment d'infanterie, subordonné à la 61e brigade d'infanterie du 15e corps d'armée à Strasbourg.

## Uniforme

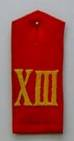
Épaulette du 13e corps d'armée

Selon l'article 10 de la convention militaire des 21 et 25 novembre 1870, les dénominations, les insignes de grade et l'administration générale sont les mêmes dans l'armée wurtembergeoise que dans l'armée prussienne, mais la détermination de l'uniforme est réservée au roi de Wurtemberg, les conditions de l'armée allemande devant être « prises en compte le plus possible ». Ainsi, jusqu'en 1891, les Wurtembergeois portent une tunique à deux rangées au lieu de la tunique prussienne à une rangée. La cocarde est aux couleurs nationales noir et rouge et la devise du Wurtemberg Furchtlos und trew (« sans peur et fidèle ») est inscrite sur la serrure du baudrier (de). Les fanions de la cavalerie sont également noirs et rouges, ceux des sous-officiers portent les armoiries du Wurtemberg sur un côté. Les épaulettes, les épaulettes d'épaule et les pattes d'épaule sont - dans la mesure où certains régiments n'en portaient pas de particulières - rouges avec le numéro XIII.

## Histoire

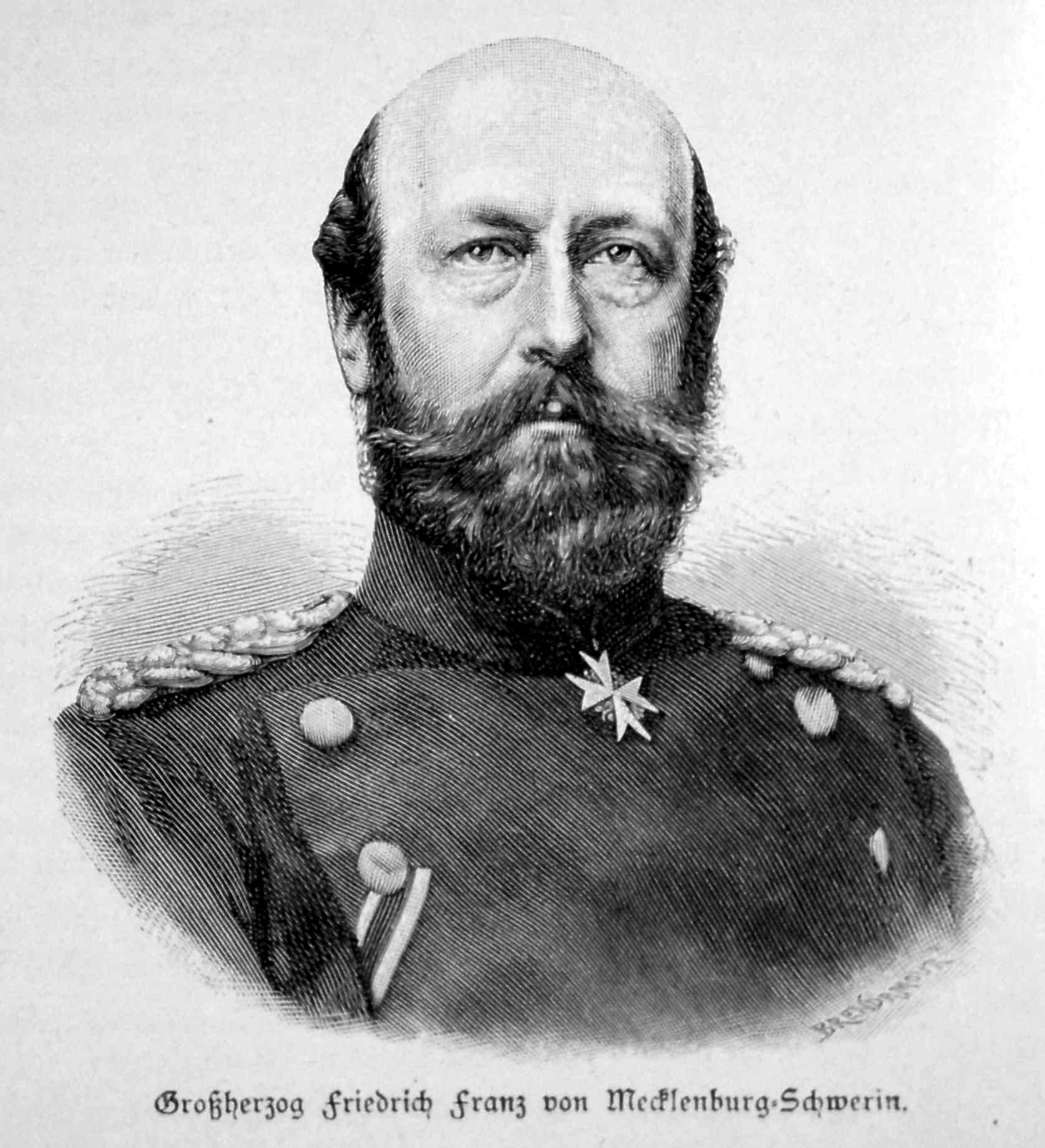
Friedrich Franz von Mecklenburg-Schwerin, le général commandant la guerre de 1870

Pendant la guerre franco-allemande, il existe un 13e corps d'armée, composé de la 17e et de la 22e division. Cette unité sert d'abord à sécuriser la côte contre un débarquement redouté d'unités françaises, mais elle est transférée en Lorraine peu de temps après le début de la guerre. L'unité atteint Metz le 1er septembre 1870 et est chargée de prendre la forteresse de Toul afin de dégager la voie ferrée pour le ravitaillement. La 17e division d'infanterie (lieutenant-général Gustav von Schimmelmann) et la 2e division de Landwehr (major-général Leonhard von Selchow (de)) prennent d'assaut Toul et forcent la reddition le 23 septembre.
Le commandement général combat ensuite l'armée de la Loire sous le nom de « Division d'armée du Grand-Duc », entre autres à Loigny et Poupry, Orléans, Beaugency et Le Mans. Le commandant est le grand-duc Frédéric-François II de Mecklembourg-Schwerin jusqu'en 1871.

### Première Guerre mondiale

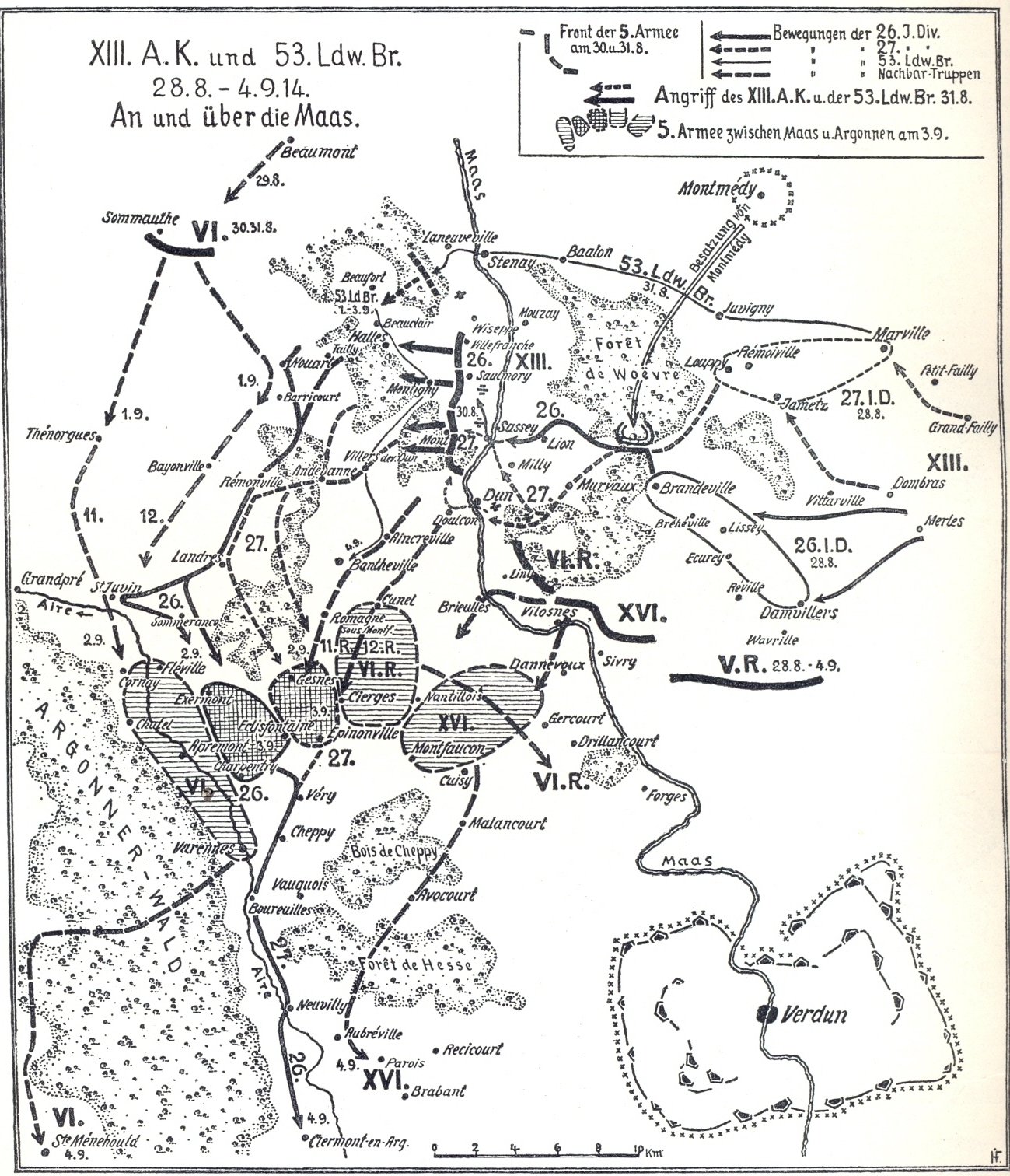
Avancée du 13e A.K. en Argonne en 1914

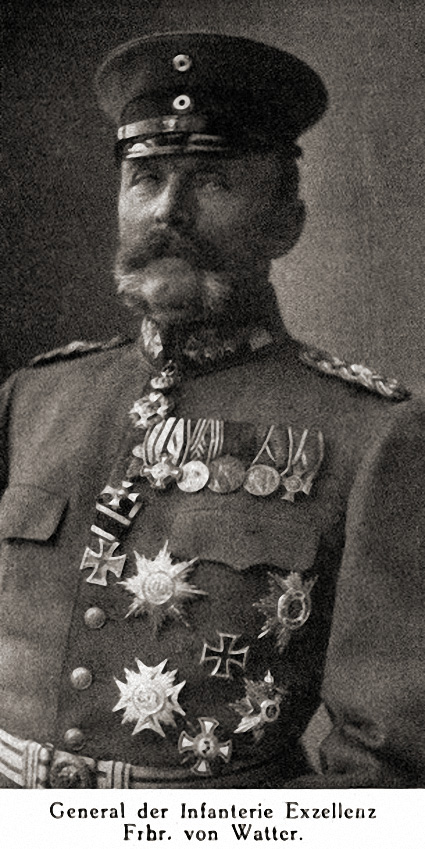

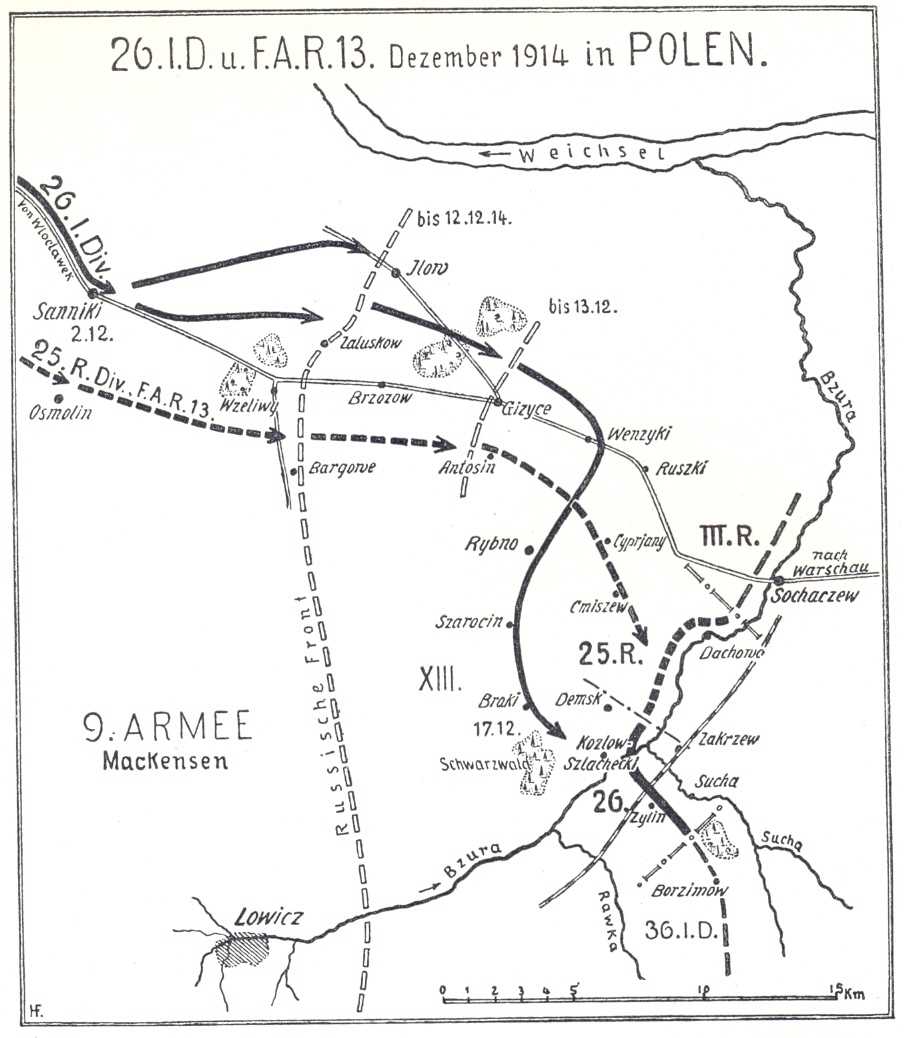
Situation du 13e A.K. dans la région de Lowicz en décembre 1914

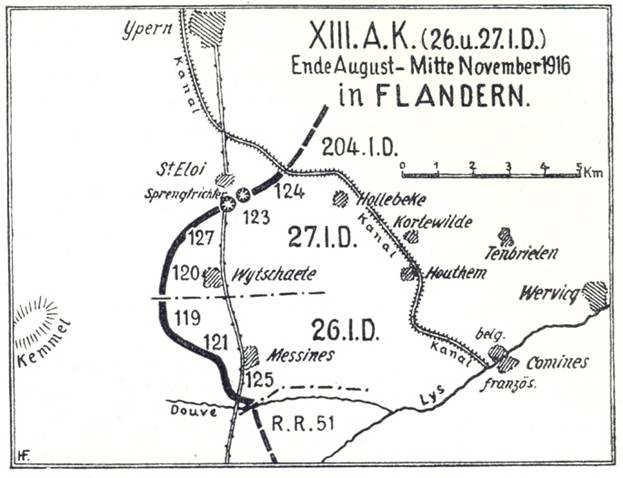
Situation du 13e A.K. en septembre 1916 en Flandre

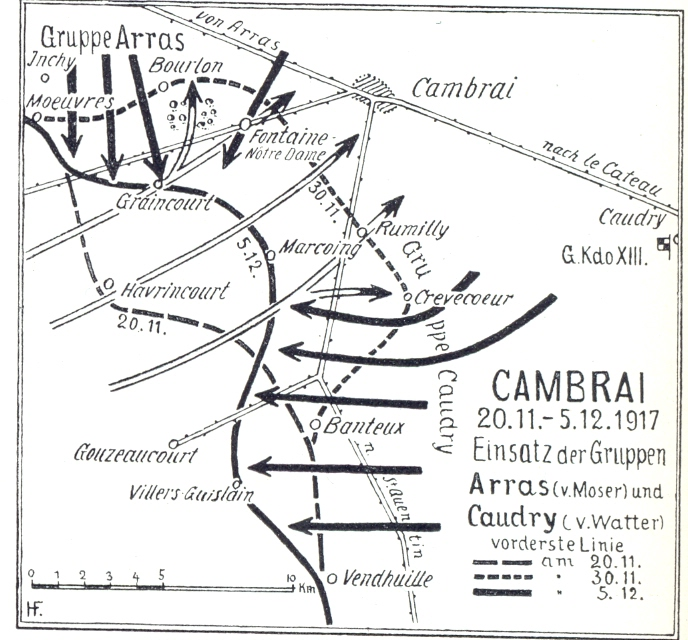
La contre-attaque du groupe Caudry (cdmt gén XIII) au sud-ouest de Cambrai le 30 novembre 1917

Au début de la Première Guerre mondiale, le corps d'armée est placé sous les ordres du général d'infanterie von Fabeck et dépend de la 5e armée sur le front occidental. Lors de la mobilisation, un commandement général adjoint reste à Stuttgart. Au début de la guerre, le chef de l'état-major général est l'Oberstleutnant Fritz von Lossberg, auquel succède le 23 janvier 1915 l'Oberstleutnant Walther Reinhardt.
Le 22 août 1914, le 13e corps d'armée se trouve au centre de la 5e armée pendant la bataille de Longwy. Entre Sougery, Signeux et Musion, les troupes atteignent la ligne Talloncourt-Villancy-Gorcy. En face, les troupes françaises défendent les hauteurs au nord de Bleid-Baranzy. La 27e division avance sur Reutte entre Tontal et Mussy la Ville, à droite la 26e division avance sur Ville Houdlemont, les villages de Bleid et Baranzy sont pris d'assaut, la ligne Grandcourt et Tellancourt est atteinte. La 26e division rencontre très tôt de fortes forces ennemies à Baranzy - la 52e brigade subit de lourdes pertes par des tirs de flanc. Le corps d'armée continue à avancer sur Longuyon entre Longwy et Montmédy, la 27e division avance de Châtillon sur Bleiol via Saint-Léger. La 26e division est dirigée sur Baranzy via Willancourt. Via Charancy sur Marville, le corps d'armée se dirige vers le ruisseau d'Othain. À l'aile droite du corps d'armée, la 27e division s'avance sur la ligne Albandrelle-Villancy, avec la 26e division à gauche sur Montigny sur Chiers sur Longuyon. Le 23 août, l'Othain est forcé entre Villette et Colmy, le 24 août, les troupes se trouvent sur le secteur de la Chiers en passant par Vilette et Comey. La 26e division se trouve avec la 11e division de réserve à l'attaque de Longuyon.
Le 13e corps d'armée atteint la ligne Dombras-Merles-Mangiennes le 26 août. Après avoir traversé la Meuse fin août, le corps combat début septembre dans la bataille entre Varennes-Montfaucon et progresse à l'ouest de Verdun en Argonne. Le 9 septembre, le corps mène une attaque de nuit au sud de Sommaisne, mais doit reculer suite au repli allemand sur la Marne.
En septembre 1914, le commandement général et la 26e division (1re division royale wurtembergeoise) (la 27e division restant en Argonne) sont transférés à la 6e armée, transférée vers le nord, pendant la course à la mer. Entre le 15 et le 28 octobre, le corps d'armée se trouve dans la région de Lille. De fin octobre à mi-novembre 1914, le commandement général est transféré dans la région au sud d'Ypres et engagé comme « groupe Fabeck » commandant (13e, 15e et 2e corps d'armée bavarois) dans la première bataille d'Ypres entre Geluveld - Wervik - Quesnoy.
Fin novembre, le corps d'armée est transféré sur le front de l'Est, dans la section de la 9e armée (Mackensen) à Lowicz, dans le nord de la Pologne. Le corps Fabeck (26e division et 25e division de réserve avec le 132e régiment d'artillerie de campagne wurtembergeois subordonné) a avancé sur la Bzura à Kozlow en décembre 1914.
Le 9 mars 1915, le général von Watter prend la tête du corps d'armée, qui est déplacé plus au nord, sous les ordres du groupe d'armées Gallwitz (12e armée à partir d'août). Entre le 13 et le 14 juillet, une percée du front russe est réalisée lors de la deuxième bataille de Przasnysz. Entre le 23 juillet et le début du mois d'août 1915, le corps d'armée se bat avec les 3e et 26e divisions ainsi qu'avec la 4e division de la Garde lors de l'offensive de la Narew. Le 24 juillet, il réussit à prendre Różan (forteresse de Różan) et à y franchir la Narew. À la mi-août 1915, des combats suivent près de Bielsk et, jusqu'au début du mois de septembre, la progression en direction de Vawkavysk.
En septembre 1915, le corps d'armée retourne sur le front occidental et est encore brièvement engagé dans la bataille de Champagne. En décembre 1915, le 13e corps d'armée est transféré avec la 26e division d'infanterie et le 13e régiment d'artillerie de campagne dans la région à l'ouest d'Ypres en Flandre. Après un plan d'attaque préparé pendant six semaines pour la conquête du Mont Sorrel et du Tor Top, cette double hauteur à l'est de Zillebeke est prise d'assaut après un bombardement efficace le 2 juin 1916 lors d'un combat avec la 3e division canadienne, mais est à nouveau perdue dès le 13 juin. Pendant la bataille de la Somme, le 13e corps se bat en août sur la ligne de front devant la forêt de Delville et devant Ginchy. La 26e division combat près de Longueval, la 27e division défend le village de Guillemont. Dès la fin du mois d'août 1916, le corps épuisé est relevé par le 2e corps bavarois, le commandement général repart pour les Flandres, mais revient peu après dans la Somme. Fin novembre 1916, le Generalkommando prend également le commandement de la 185e et de la 222e division d'infanterie, il dirige la défense entre Le Transloy, Sailly et Sailly-Saillisel.
Après le repli allemand sur la ligne Siegfried, les commandements généraux des corps d'armée sont transformés en mars 1917 en Gruppenkommandos. Les unités ne leur sont plus subordonnées de manière fixe, mais leur sont attribuées temporairement par le commandement suprême de l'armée.
Entre le 12 avril 1917 et mars 1918, le commandement général du 13e corps d'armée se trouve en tant que groupe « Caudry » dans la section de la 2e armée. Lors de l'attaque britannique des réservoirs lors de la bataille de Cambrai, l'avant-terrain ouest de Cambrai doit être abandonné à Ribecourt et Masnieres. Lors de la contre-attaque du 30 novembre, le groupe « Caudry » réussit, entre Crevecouer et Banteux, avec les 28e, 30e et 220e divisions d'infanterie nouvellement incorporées, ainsi que la 9e division de réserve, à reconquérir les positions perdues entre Marcoing et Gonnelieu jusqu'au 7 décembre 1917.
Pendant l'opération Michael à partir du 21 mars 1918, le général von Staabs dirige le corps d'armée « Watter », placé au centre de la 2e armée. La 107e division d'infanterie subordonnée réalise une percée à Gouzecourt et avance avec la 183e division d'infanterie sur Épehy. En mai 1918, le corps d'armée combat dans la région de Soissons pendant la bataille de l'Aisne. Début juillet, l'AOK 9, nouvellement introduit dans le coude ouest de la Marne, prend le commandement de cette section et reçoit également le commandement de groupe Watters. Pendant la bataille de la Marne, le commandement général se trouve à partir du 18 juillet, avec son voisin du nord, le 39e corps de réserve (de) (von Staabs), dans le champ d'attaque principal de la 10e armée française. Le front entre le ruisseau de Sosieres et l'Ourcq ne peut être tenu par la 10e bavaroise (de), les 40e et 115e divisions d'infanterie et la 14e division de réserve subordonnées et s'effondre. Jusqu'à la fin du mois de juillet 1918, le corps d'armée se trouve dans la bataille défensive entre Soissons et Reims et se trouve ensuite dans des combats défensifs permanents jusqu'à la fin de la guerre. Les derniers mois jusqu'à la fin de la guerre, le corps lutte auprès de le détachement d'armée C (général Georg Fuchs) dans la plaine de la Woëvre et des deux côtés de la Moselle.

## Commandement général
| Grade                                         | Nom                                           | Date                               |
| --------------------------------------------- | --------------------------------------------- | ---------------------------------- |
| General der Infanterie                        | Frédéric-François II de Mecklembourg-Schwerin | jusqu'au 18 octobre 1871           |
| preuß. General der Infanterie                 | Ferdinand von Stülpnagel                      | 19 octobre 1871 - 23 décembre 1873 |
| preuß. General der Infanterie                 | Emil von Schwartzkoppen                       | 24 décembre 1873 - 5 janvier 1878  |
| preuß. General der Infanterie                 | Hans von Schachtmeyer                         | 26 janvier 1878 - 14 mai 1886      |
| preuß. General der Kavallerie                 | Gustave-Hermann d'Alvensleben                 | 15 mai 1886 - 25 octobre 1890      |
| Generalleutnant                               | Wilhelm von Woelckern (de)                    | 26 octobre 1890 - 28 juin 1891     |
| Generalleutnant/General der Infanterie        | Wilhelm von Woelckern                         | 29 juin 1891 - 21 mars 1895        |
| preuß. General der Infanterie                 | Oskar von Lindequist                          | 22 avril 1895 - 24 mars 1899       |
| preuß. General der Infanterie                 | Ludwig von Falkenhausen                       | 25 mars 1899 - 21 mars 1902        |
| preuß. Generalleutnant                        | Conrad von Hugo (de)                          | 26 mars - 17 octobre 1902          |
| preuß. Generalleutnant/General der Infanterie | Conrad von Hugo                               | 18 octobre 1902 - 3 avril 1907     |
| preuß. General der Infanterie                 | Joseph von Fallois (de)                       | 4 avril 1907 - 24 février 1908     |
| General der Kavallerie                        | Albert de Wurtemberg                          | 25 février 1908 - 28 février 1913  |
| preuß. General der Infanterie                 | Max von Fabeck                                | 1er mars 1913 - 8 mars 1915        |
| Generalleutnant                               | Theodor von Watter                            | 9 mars 1915 - 17 août 1916         |
| General der Infanterie                        | Theodor von Watter                            | 18 août 1916 - 17 mars 1918        |
| preuß. Generalleutnant                        | Hermann von Staabs                            | 17 mars - 22 mai 1918              |
| General der Infanterie                        | Theodor von Watter                            | 22 mai - 20 décembre 1918          |